# Gabriele Casadei
Gabriele Casadei (Ivrea, 10 de agosto de 2002) es un deportista italiano que compite en piragüismo en la modalidad de aguas tranquilas.
Participó en los Juegos Olímpicos de París 2024, obteniendo una medalla de plata en la prueba de C2 500 m.
En los Juegos Europeos de Cracovia 2023 consiguió una medalla de oro en la prueba de C2 500 m. Ganó tres medallas en el Campeonato Europeo de Piragüismo en Aguas Tranquilas, en los años 2024 y 2025.

## Palmarés internacional
| Juegos Olímpicos   | Juegos Olímpicos         | Juegos Olímpicos  | Juegos Olímpicos |
| Año                | Lugar                    | Medalla           | Competición      |
| ------------------ | ------------------------ | ----------------- | ---------------- |
| 2024               | París (Francia)          | Medalla de plata  | C2 500 m         |
| Juegos Europeos    |                          |                   |                  |
| Año                | Lugar                    | Medalla           | Competición      |
| 2023               | Cracovia (Polonia)       | Medalla de oro    | C2 500 m         |
| Campeonato Europeo |                          |                   |                  |
| Año                | Lugar                    | Medalla           | Competición      |
| 2024               | Szeged (Hungría)         | Medalla de oro    | C2 1000 m        |
| 2024               | Szeged (Hungría)         | Medalla de bronce | C2 500 m         |
| 2025               | Račice (República Checa) | Medalla de oro    | C2 500 m         |